# Cantón de Ormesson-sur-Marne
El cantón de Ormesson-sur-Marne era una división administrativa francesa, que estaba situada en el departamento de Valle del Marne y la región de Isla de Francia.

## Composición
El cantón estaba formado por tres comunas:
- La Queue-en-Brie
- Noiseau
- Ormesson-sur-Marne

## Supresión del cantón de Ormesson-sur-Marne
En aplicación del Decreto n.º 2014-171 de 17 de febrero de 2014, el cantón de Ormesson-sur-Marne fue suprimido el 22 de marzo de 2015 y sus 3 comunas pasaron a formar parte; dos del nuevo cantón de Meseta de Brie y una del nuevo cantón de Saint-Maur-des-Fosses-2.